# Superluogo
Il neologismo superluogo definisce alcuni spazi come fiere e centri commerciali, e altre infrastrutture, che non riescono a integrarsi con le città storiche. Possono essere superluoghi gli aeroporti, le stazioni dell'alta velocità ferroviaria, gli stadi e i parchi a tema.

Il concetto è legato anche a interpretazioni  sui nonluoghi di Marc Augé.
Si hanno studi sul superluogo di Marc Augé, Marco Torres e Stefano Boeri, e molti dibattiti per stabilire come integrare questi luoghi nello spazio urbano.